# أرض مالية
أرض المالية هي تصنيف من تصنيفات الأراضي موجودة في فلسطين التاريخية وما زالت موجودة حتى يومنا هذا، وهي وصف يطلق على الأراضي التي لم يتم تسجيلها في سجلات سلطة الأراضي ولكن تم الاتفاق على دفع أقساط في وزارة المالية دائرة ضريبة الأملاك وتصبح الأرض بعد تمام الاقساط وفقا مع الجهات الحكومية ذات العلاقة تصبح أرض مسجلة.